# Nate Schierholtz
Nathan John Schierholtz (né le 15 février 1984 à Reno, Nevada, États-Unis) est un voltigeur de la Ligue majeure de baseball. Il est présentement sous contrat avec les Tigers de Détroit.
Il remporte la Série mondiale 2010 avec les Giants de San Francisco, pour qui il évolue de 2007 à 2012.

## Jeux olympiques
Nate Schierholtz participe aux Jeux olympiques de Pékin en 2008 et remporte la médaille de bronze en baseball avec l'équipe des États-Unis.

## Ligue majeure de baseball

### Giants de San Francisco
Nate Schierholtz est un choix de deuxième ronde des Giants de San Francisco en 2003.
Il joue son premier match dans les majeures le 11 juin 2007 avec les Giants. Il joue 39 parties durant cette saison et obtient son premier coup sûr à son second match, le 12 juin contre les Blue Jays de Toronto.
Outre sa participation aux Jeux olympiques d'été, Schierholtz passe la majeure partie de l'année 2008 dans les ligues mineures et est rappelé en fin de saison par les Giants pour 19 parties. Il en profite pour réussir son premier coup de circuit en carrière le 6 septembre face à Jesse Chavez des Pirates de Pittsburgh.
En 2009, Schierholtz partage le poste de voltigeur de droite avec Randy Winn. En 116 parties pour les Giants, il maintient une moyenne au bâton de ,267 avec 76 coups sûrs, 5 circuits et 29 points produits.
Il remporte la Série mondiale 2010 avec les Giants.
En 2011, il affiche sa moyenne au bâton la plus élevée en carrière pour une saison complète (,278) et atteint des records personnels de coups sûrs (93), circuits (9) et points produits (41).
Schierholtz, un frappeur gaucher, est un des rares joueurs des majeures à ne pas utiliser de gants lorsqu'il se présente au bâton. En défensive, la force de ses lancers en provenance du champ extérieur est particulièrement redoutée.
Schierholtz est utilisé à nouveau comme réserviste en 2012 à San Francisco. Il frappe pour ,257 avec 5 circuits et 17 points produits en 77 parties jouées.

### Phillies de Philadelphie
Le 31 juillet 2012, Schierholtz et deux joueurs d'avenir (le receveur Tommy Joseph et le lanceur droitier Seth Rosin) sont transférés aux Phillies de Philadelphie en retour du voltigeur Hunter Pence. Schierholtz frappe pour ,273 avec un circuit et cinq points produits en 37 matchs pour les Phillies, complétant sa saison 2012 avec six longues balles, 21 points produits et une moyenne de ,257 en 114 parties jouées pour San Francisco et Philadelphie.

### Cubs de Chicago
Le 21 décembre 2012, il rejoint officiellement les Cubs de Chicago, avec qui il signe un contrat d'un an à 2,25 millions de dollars. Il dispute 137 matchs en 2013 pour les Cubs, égalant son total de 2010 pour le plus grand nombre de parties jouées en une saison. Il établit des sommets personnels en offensive avec 116 coups sûrs, 32 doubles, 68 points produits et 56 points marqués. Sa moyenne au bâton s'élève à ,251.
En janvier 2014, il paraphe une entente de 5 millions de dollars pour une autre saison à Chicago mais y fait suite par une décevante campagne : 6 circuits, 10 doubles, 33 points produits, moyenne au bâton de ,192 et moyenne de présence sur les buts de ,240 en 99 matchs joués. Il est libéré de son contrat par les Cubs le 13 août 2014.

### Nationals de Washington
Le 18 août 2014, il signe un contrat des ligues mineures avec les Nationals de Washington. Il termine la saison régulière avec 7 circuits, 37 points produits et une moyenne au bâton de ,195 en 122 parties jouées, soit 99 pour les Cubs et 23 chez les Nationals. Avec Washington, il fait face à son ancienne équipe, les Giants, dans la Série de division de la Ligue nationale : il réussit un double et soutire deux buts-sur-balles en 3 passages au bâton.

### Rangers du Texas
Le 6 février 2015, Schierholtz signe un contrat des ligues mineures avec les Rangers du Texas mais redevient agent libre vers la fin d'un décevant entraînement de printemps avec le club. 

### Japon
En 2015, Schierholtz évolue au Japon pour les Hiroshima Toyo Carp de la Ligue centrale. Il y frappe 10 circuits en 65 matchs et sa moyenne au bâton se chiffre à ,250.

### Tigers de Détroit
En décembre 2015, il signe un contrat des ligues mineures avec les Tigers de Détroit.